# Wien’s Umgebungen auf zwanzig Stunden im Umkreise
Wien’s Umgebungen auf zwanzig Stunden im Umkreise. nach eigenen Wanderungen geschildert durch Adolf Schmidl ist ein Wanderführer aus dem biedermeierlichen Vormärz, verfasst im Jahre 1835 vom österreichischen Topographen, Geographen, Höhlenforscher und Schriftsteller Adolf Anton Schmidl. Das Werk beschreibt Spaziergänge, Wanderungen und Tagesausflüge für das Gebiet im Westen der Wiener Stadtbefestigungen über den Wienerwald ins nördliche Mostviertel, die Wachau und das südliche Waldviertel.
Zwei weitere Werke Schmidls befassen sich in derselben Weise mit Wanderungen durch das Weinviertel, von Schwechat bis zur Hainburger Pforte und das Wiener Becken bis Wiener Neustadt und zum Schneeberg.

## Inhalt
Das Werk gliedert sich in Vorwort, Einleitung und drei Abteilungen:
- Erste Abtheilung. Die nächsten Umgebungen Wiens. Ausflüge für einen halben Tag.

Nußdorf, Döbling, Heiligenstadt, Grinzing, Sievering, Währing, Weinhaus, Gersthof, die Türkenschanze, Petzleinsdorf, Neustift, Salmannsdorf, Hernals, Dornbach, Neulerchenfeld, Ottakring, der Predigtstuhl, die Schmelz, Breitensee, Baumgarten, Hütteldorf, Mariabrunn, Weidlingau, Hadersdorf.
- Zweite Abtheilung. Das Kahlengebirge. Ausflüge für einen ganzen Tag.

Leopoldsberg, Josephs- oder Kahlenberg, Krapfenwäldchen, Kobenzl- oder Reisenberg, Himmel, Herrmannskogel, Klosterneuburg, Weidling, Greifenstein, Hadersfeld und Hintersdorf, Hainbach und die hohe Wand, Mauerbach, Tulbingerkogel.
- Dritte Abtheilung. Ausflüge von zwei bis vier Tagen.

St. Pölten, Mölk, Maria Laach und der Jauerling, Weiteneck und Pöggstall, Donaufahrt von Mölk bis Krems, Tuln, Herzogenburg und Göttweih, Krems und Stein, das Kremsthal, das Kampthal und Horn.
In der ersten Abteilung wird das Gebiet von den Stadtmauern über das Glacis bis zum Linienwall und weiter an den Fuß des Wienerwaldes mit den Wiener Vororten beschrieben. Die zweite Abteilung befasst sich mit den Höhen und Ansiedlungen des Wienerwaldes (Kahlengebirge) bis zum Ostrand des Tullnerfeldes. Die dritte Abteilung schlägt Mehrtagesfahrten vom Tullnerfeld bis St. Pölten, die Wachau und das südliche Waldviertel vor.
Neben den ausführlichen Routenbeschreibungen, sowohl für Fußwanderungen als auch für Wagenfahrten, enthält das Werk noch weitere Informationen, wie beispielsweise Tipps zu Fahrmöglichkeiten:
Zu weiteren Ausflügen sind die bürgerlichen Landkutscher am meisten anzurathen; Fiaker sind hiezu ganz unzweckmäßig. Ihre Pferde sind – mit wenigen Ausnahmen – für längere Touren nicht ausdauernd genug, […]
Auch Einkehrmöglichkeiten für unterwegs und am jeweiligen Ziel sind ausführlich beschrieben, wie hier für das Krapfenwäldchen:
[…] an dessen Fuße das Wirtshaus, die sogenannte Krapfenhütte, liegt. Zahlreiche Tische, eine hölzerne Halle zum Schutz gegen plötzliches Unwetter, zugleich als Tanzsaal dienend, Schaukeln etc. beweisen, wie besucht die Anlage ist, wozu auch die ziemlich gute Bewirtung beiträgt.
Ein wesentlicher Punkt bei den Beschreibungen ist der Hinweis auf kulturelle Glanzpunkte, wie auf den berühmten Schnitzaltar der Kirche von Mauer bei Melk:
Was aber dieses alte Kunstwerk am merkwürdigsten macht, ist der Umstand, daß dasselbe nicht bemalt oder vergoldet ist, sondern sich in der ursprünglichen Farbe des Holzes zeigt, nur durch das Alter bedeutend gebräunt. Bei der Seltenheit dieser Art Kunstwerke überhaupt wird man ermessen, mit welchem Entzücken der Freund alter Kunst dieses Werk betrachtet, wo sich der Genius des Meisters ohne alle Hülle zeigt!
Historische Rückblicke sind zwar stets vorhanden, jedoch eher kürzer gefasst, was von Adolf Schmidl im Vorwort erläutert wird:
Landeskunde und Geschichte sind zwei sehr verschiedene Dinge, und wahrlich in Österreich ist im Gebiethe der Landeskunde noch so viel zu thun, daß man einem Verfasser verzeihen kann, wenn sein Buch nur gibt: was da i s t, und nicht auch: was da w a r!

## Das Werk
- Wien's Umgebungen auf zwanzig Stunden im Umkreise. Nach eigenen Wanderungen geschildert von Adolf Schmidl. Gedruckt und im Verlage bei Carl Gerold, Wien 1835 (Reprint 2002, Archiv Verlag Wien, 3 Bände, mit einem Geleitwort von Peter Csendes).

## Weblink
- online in der Wienbibliothek im Rathaus